# John Paine
John Bryant Paine (ur. 8 kwietnia 1870 w Bostonie, Stany Zjednoczone, zm. 1 sierpnia 1951 tamże) – amerykański strzelec, uczestnik i medalista Igrzysk w Atenach.
Paine pochodził ze sportowej rodziny, jego ojciec generał Charles Jackson Paine trzykrotnie wygrywał Puchar Ameryki w latach 1885, 1886 i 1887. W 1896 był członkiem Boston Athletic Association, która wysłała kilku swoich zawodników na Igrzyska do Aten. John Paine po drodze do Grecji zatrzymał się we Francji by spotkać się ze swoim bratem Sumnerem, który pracował w Gastin-Renette Galleries. John przekonał brata i razem wzięli udział w Igrzyskach w Grecji.
Początkowo bracia mieli wystartować w 3 konkurencjach, jednak nie posiadali pistoletu odpowiedniego kalibru by wziąć udział w konkurencji pistoletu szybkiego, w związku z czym zostali zdyskwalifikowani. W konkurencji pistoletu wojskowego obaj bracia używający rewolwerów Colt okazali się bezkonkurencyjni, zajmując dwa pierwsze miejsca z wynikami 442 (John) i 380 (Sumner). Na trzecim miejscu znalazł się Nikolaos Morakis z zaledwie 205 punktami. Zwycięstwo było tak okazałe, że młodszy z braci zdecydował się wycofać z kolejnych startów argumentując, że byłoby to niesportowe zachowanie.
Jego brat wystartował jeszcze w konkurencji pistoletu dowolnego, gdzie z wynikiem 442 punktów zdobył złoty medal przed Duńczykiem Holgerem Nielsenem (285 punktów).
Po Igrzyskach powrócił do Bostonu. W 1898 roku uczestniczył w wojnie amerykańsko-hiszpańskiej, a po jej zakończeniu osiedlił się na przedmieściach Bostonu i został bankierem.
100 lat później w 1996 wnuczka Johna Cécile Tucker uczestniczyła w wioślarstwie na Igrzyskach w Atlancie.